# Thermopsideae
Tribu
Synonymes
- Sophoreae Euchresteae H.Ohashi, 1973[2]

Les Thermopsideae sont une tribu de plantes à fleurs dicotylédones de la famille des Fabaceae, sous-famille des Faboideae, originaire des régions tempérées de l'hémisphère Nord, qui compte 6 ou 7 genres et environ 45 espèces.

## Liste des genres
Selon BioLib (14 août 2018) :
- Ammopiptanthus S.H. Cheng
- Anagyris L.
- Baptisia Vent.
- Pickeringia Nutt.
- Piptanthus Sweet
- Thermopsis R. Br. ex Ait. f.